# 普通高等学校招生全国統一考試
普通高等学校招生全国統一考試（ふつうこうとうがっこうしょうせいぜんこくとういつこうし）は、中国（独自の入試システムを採用している香港特別行政区、マカオ特別行政区は除く）で実施されている全国統一大学入学試験である。
通称は「高考（ガオカオ）」。
２０２０年代後、新試験のため、毎年の6月7日・8日とその後の１日あるいは２日間に行われる（一部の省では6月7日から9日の3日間）。新試験（新高考）では３日間あるいは４日間試験構成に移行している。
人生を左右することから受験が過熱化し、科挙にも喩えられる。

## 概要
高考は1952年に初めて実施された。その後、毛沢東が主導する文化大革命の方針により1966年から1976年まで中止されていたが、毛沢東が死去した翌年の1977年に再開された。
受験生は志望校や専攻を優先順位をつけて複数申し込むことができるが、大学や専攻ごとの試験は原則行われず、この高考の試験結果のみで合否が判断される。
試験期間中、親は受験生を送迎するのが通例となっており、会場となる高校は親をはじめ多くの人でごった返す。会場周辺は交通整理され、一般人は交通機関の利用を自粛する雰囲気もある。テレビでも、受験前の願掛けをする親や、試験後の受験生のインタビューなどをこぞって取り上げる。インターネットで各校の合格点を発表したり、どこに出願すべきかをアドバイスする受験産業も盛んで、試験対策を行う塾に多額の費用をかける親も多い。2020年代から母親が験担ぎのために日によって異なる色のチャイナドレスを着ることが流行し、受験シーズンには売り上げが増加する。
2021年7月24日、政府は教育費の高騰が出産をためらう理由であるとして、学習塾の非営利団体化や学校での宿題量の制限、受験産業の過剰な宣伝の禁止などを盛り込んだ少子化対策案「双減政策」を公表したが、高考対策を行う高校生向けの塾を規制することは反発を招くことから、小中学生向けのみの規制となった。
2020年代後、徐々に新試験構成に移行。

### 出身地域・民族による差別
「統一」と称しているが、問題は難易度が異なる共通問題と省のオリジナル問題があり、受験科目も省ごとに異なり、語文（中国語）、数学、外国語の必須科目に文系・理系の科目が加わる。2022年には4種類の問題が使われた。
合格基準も各省・自治区・直轄市ごと異なり、同じ問題を採用した省で同じ点数でも合否が異なることがある。募集者数の配分が異なるため、大学が多い都市部出身の受験生よりも、大学が少ない地方出身の受験生の方が競争倍率が高くなり、合格の難易度も高くなる。それを原因として都市部で教育を受け、比較的に合格ラインが低い地方にて受験させようとしている状況も存在している。合格ラインが出身地域によって差別される背景には、都市部の失業または過密化問題がある。中国の大学はほとんど国立大学であり、所在地の政府から運営費などを受け取っているための顧慮があるとされている。大学の多い都市部では募集者数が多く、倍率が比較的低い。そして政府は、地方からの労働者の流入によって都市部の失業率が悪化することを避けたいと思っており、そのため労働者だけでなく、労働者となる前の大学入学者も合格ラインに差をつけることによって流入制限を行っているという説もある。こういった状況にあるため、受験生の親がほかの地域の戸籍を取るまたはほかの地域の学籍を偽造することで、その地に受験させようとする行為も昔に見受けられる。
また、少数民族の受験者に加点して優遇するアファーマティブ・アクションも行われており、満州族の南仁東（吉林省理科状元、500メートル球面電波望遠鏡の開発者）やモンゴル族の石悦（内モンゴル自治区理科状元、ネット番組司会者）やウイグル族のアブリキム・アブドゥルスル（新疆ウイグル自治区理科状元、元楽視モバイルCEO）など少数民族で「状元」（各省・自治区・直轄市における高考の成績最優秀者）出身の各界の著名人も中国に存在する。2009年には重慶でその年の状元を含む受験者が加点を目的に少数民族に偽装して集団摘発された事件（中国語版）が起きて波紋を呼んだ。

### 試験レベル
日本の倍率を遥かに凌ぐ受験戦争状態に疲弊した中高所得者層の中には、中国や欧米ほど費用のかからないアジアの大学を狙う者もいる。特に東京大学などに大量の中国人が留学していることは「爆買い」を捩って「爆留学」とも形容されている。

## 試験構成
省ごとに試験を行う。
今現在、３パターンがある。
- パターン１（従来型）：国語・数学・外国語が必須、理系総合と文系総合をどちらかを選択。
- パターン２（新試験文理選択型）：国語・数学・外国語が必須、物理と歴史をどちらかを選択、化学・生物学・地学・政治学から２科目選択。
- パターン３（新試験自由形）：国語・数学・外国語が必須、物理・歴史・化学・生物学・地学・政治学から３科目選択。

また、「技術」を課する省もある。
外国語は６カ国語から選択可能。聴解があるとない省がそれぞれある。

## 不正行為
毎年数十名が「カンニング」によって摘発されている。手口としては、受験生が問題を携帯電話のカメラで撮影・送信し、それを見た外部の人間が盗聴器で回答を伝える、というものなどがある。消しゴムやボールペンに偽装した特殊な無線機器を使い、外部から答えを教える手口も発覚している。当局もカンニングには最大禁錮7年などの刑罰を課し、携帯電話の信号遮断や金属と無線機器を感知する装置、生体認証、ドローンなどハイテクの活用でカンニングを取り締まっている。
また、複雑な制度の盲点を突く手法として、いわゆる「足切り」の点数が各省ごとに差があることを利用する不正行為も存在する。手口としては、足切り点の低い地域の戸籍を購入したり、偽装したりなどして受験をするケースがある。内モンゴル自治区や青海省などの教育産業が強くない省で行われてから、相対的な点数優位性を獲得しているという。この行為は中国で「高考移民」「受験移民」と呼ばれている。2021年の「双減政策」により規制が入った。